# Alan Bahia
Alan Bahia (14 de enero de 1983) es un futbolista brasileño que se desempeña como centrocampista.
Jugó para clubes como el Atlético Paranaense, Vissel Kobe, Al-Khor, Goiás, América y Paulista.

## Trayectoria

### Clubes
| Club                | País   | Año         |
| ------------------- | ------ | ----------- |
| Atlético Paranaense | Brasil | 2002 - 2012 |
| Vissel Kobe         | Japón  | 2009        |
| Al-Khor             | Catar  | 2010 - 2011 |
| Goiás               | Brasil | 2011 - 2012 |
| América             | Brasil | 2012        |
| Rio Verde           | Brasil | 2013        |
| XV de Piracicaba    | Brasil | 2014        |
| Treze               | Brasil | 2014        |
| Mamoré              | Brasil | 2015        |
| Paulista            | Brasil | 2015        |
| Rio Negro           | Brasil | 2016        |